# Holocaustos del fin de la era victoriana
Los Holocaustos del fin de la era Victoriana: Las hambrunas de El Niño y la formación del Tercer Mundo (Cuyo título original en inglés es Late Victorian Holocausts: El Niño Famines and the Making of the Third World) es un libro de Mike Davis que trata de la relación entre los patrones climáticos mundiales y la economía política, particularmente el fenómeno meteorológico llamado El Niño. Su título más difundido en castellano es Los Holocaustos de la era Victoriana tardía.
Este libro habla de las consecuencias del colonialismo y la introducción del capitalismo durante las hambrunas relacionadas con El Niño de los años 1876-1879, 1896-1897, y 1899-1902, en India, China, Brasil, Etiopía, Corea, Vietnam, las Filipinas y la isla de Nueva Caledonia. Enfatiza cómo el colonialismo y el capitalismo en la India Británica y en todas partes, incrementaron la pobreza del campesinado y el hambre, y cómo las políticas económicas exacerbaron la hambruna.
Luego del prefacio y un glosario, el libro está dividido en cuatro secciones, 'La Gran Sequía, 1876-1878', 'El Niño y el Nuevo Imperialismo, 1888-1902', 'Descifrando al Niño', y 'La Ecología Política de la Hambruna'.
Entre 30 y 60 millones de personas murieron en las hambrunas mundiales causadas por la desidia y el malthusianismo que propugnaban los gobiernos coloniales, quienes se negaron a trasladar alimentos desde las regiones más prósperas a las regiones con carencias. Antes del mandato colonial, los gobiernos autóctonos que había tenido la India implementaron una política de transferir alimentos de las áreas abundantes a las áreas con carencias, adaptándose al clima monzónico de la región. De manera que la conclusión del libro es que las hambrunas no fueron culpa de la naturaleza, sino de los factores sociales y económicos relacionados con la expansión Imperialista europea y la imposición del capitalismo liberal en todo el mundo a fines del siglo XIX.

## Capítulos del libro

### La Gran Sequía, 1876-1878
Este capítulo relata la severidad y las consecuencias de las hambrunas en la India, China, Brasil, y algunas otras naciones colonizadas, durante las hambrunas relacionadas con El Niño en 1876-1879.
Davis nos muestra la crudeza de la Gran Hambruna de 1876-78, que mató entre 6.1 y 10.3 millones de personas, debido principalmente al fundamentalismo negligente del virrey Lytton. Ciertamente, hombres como los virreyes Lytton y Curzon nos demuestran que el dogmatismo político y el fanatismo ideológico pueden darse en todos los sistemas político-económicos y que la fe ciega de Lytton en el capitalismo llevó a la India a una de las peores hambrunas en la historia.

### El Niño y el Nuevo Imperialismo, 1888-1902
Este capítulo habla acerca de la terrible hambruna de 1896-1902, en la cual, según la revista de medicina The Lancet alrededor de 19 millones de personas murieron principalmente debido a la políticas británicas y a la ideología colonialista y racista del virrey George Curzon, quien incluso estableció la censura política, cerró el Parlamento colonial y permitió políticas Lyttonianas cuando tuvo que enfrentarse a esta devastadora hambruna y a las críticas a su mandato. De hecho, este tipo de actitud nos demostraría que el Gobierno colonial de la India era tan despótico como cualquier régimen totalitario del siglo XX. Las causas de estas inmensas hambrunas se explican con más profundidad en el capítulo "Ecología Política de la Hambruna".

### Ecología política de la hambruna
Aquí se explican los verdaderos orígenes del llamado Tercer Mundo. Davis afirma que el clima extremo jugó cierto papel, pero la causa principal fue la apropiación y la integración colonial o neocolonial de regiones como Brasil, China, e India en el “Mercado mundial” y en la División internacional del trabajo, lo cual sometió a los trabajadores pobres y a los nativos a hambrunas y enfermedades en una escala impensable décadas atrás como consecuencia del régimen de explotación. La conclusión es que las hambrunas no se debieron a la inestabilidad meteorológica ya que en el siglo XVIII, por ejemplo, tanto en China como en India se produjeron fenómenos del Niño con la misma intensidad que los que se produjeron a finales del siglo XIX, pero en el siglo XVIII no se produjeron hambrunas ni epidemias. Así, la verdadera causa de las Grandes Hambrunas Victorianas, las cuales mataron a tanta gente como la Segunda Guerra Mundial, solo se halla en las transformaciones del modo de producción en las colonias europeas, y están estrechamente asociadas a la puesta en práctica de las ideas de Adam Smith, Jeremy Bentham y John Stuart Mill por parte de los administradores de las colonias europeas.

## Relaciones con otros textos
La idea de que el Imperio colonial británico causó hambrunas de forma intencionada es defendida también en el libro "The Great Famine and Genocide in Persia, 1917-1919", del Dr Mohammad Gholi Majd. Véase Hambruna persa de 1917-1919.